# 中央广场站 (波士顿地铁)
中央广场站（英語：Central station）位于马萨诸塞州剑桥市马萨诸塞大道与展望街、西部大道、杂志街交汇的中央广场，是波士顿地铁红线车站，车站入口如今的街道设有巴士换乘站台。中央广场站是无障碍车站，多个电梯可直达列车停靠的站台。

## 历史

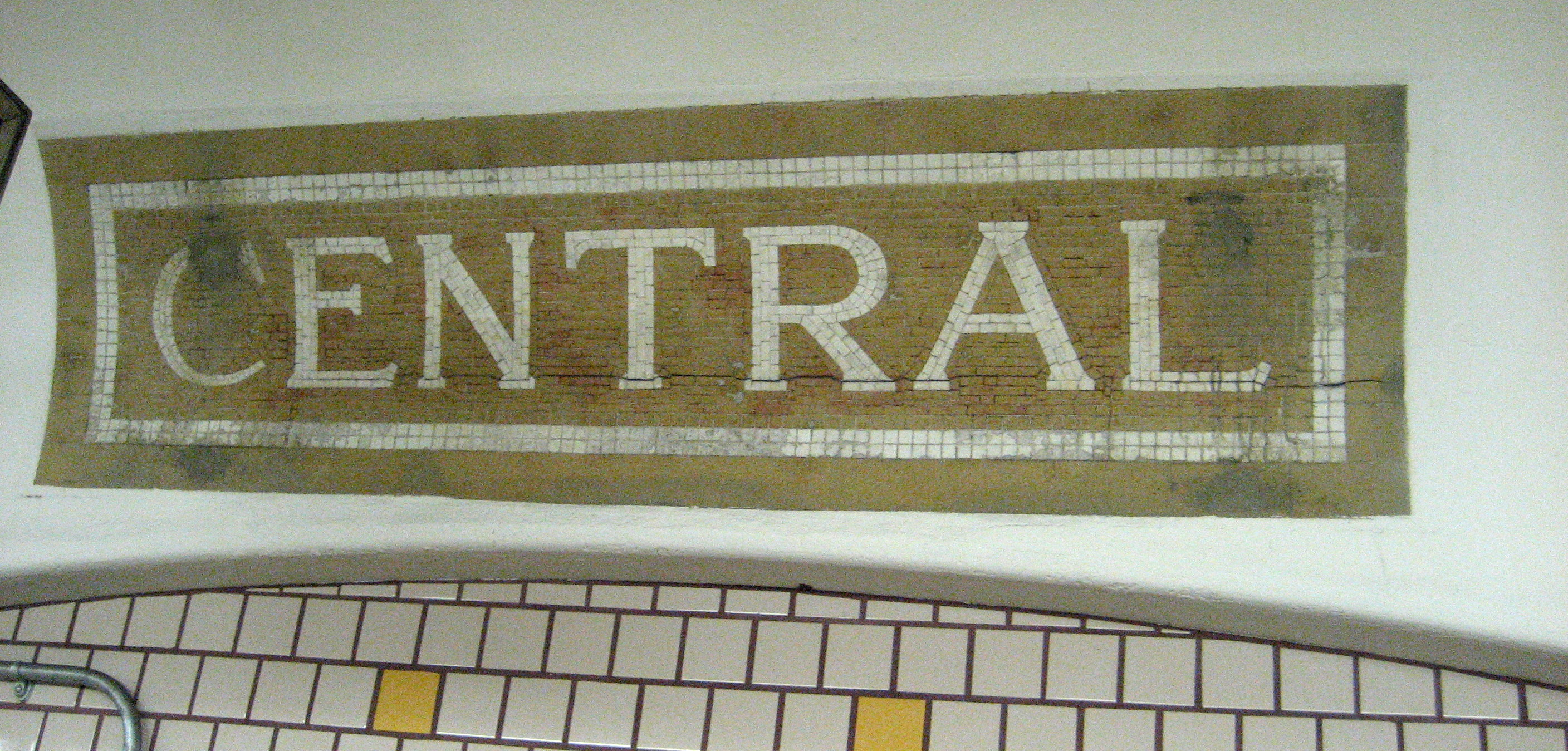
站台上方老旧的瓷砖车站标志

中央广场站与公园街站、肯德爾／麻省理工學院站和哈佛站一起于1912年3月23日对公众开放。直到今日，这些1912年建的马赛克瓷砖标志依旧完好得保存在车站内。不仅中央广场站，一些更老的波士顿地铁站也保留着类似的标志，例如红线上的波士顿南站和百老汇站。
1978年1月26日，一场暴雨导致的洪涝涌进地铁站，将车站淹没。
80年代中期，为配合将红线车辆升级成6节车厢的高运量列车，早期建造的红线车站都进行的加长翻新工程，其中包括中央广场站。1985年4月25日，中央广场站的站台延伸工程启动，站台向西北方向延伸，并在展望街西侧新增一座地铁站入口。对站台进行延长时并没有对轨道间的支撑梁和空窗区域扩大，因此很容易区分哪部分是原先的车站站台，哪部分是延伸出来的。
马萨诸塞湾交通局计划与2020年为车站安装电梯。

## 车站结构
| G  | 地面               | 出入口                                        |
| B1 | 侧式站台，右侧开门 | 侧式站台，右侧开门                            |
| B1 | 出城               | 往灰西鲱 （哈佛）                             |
| B1 | 入城               | 往阿什蒙特或布伦特里 （肯德尔／麻省理工学院） |
| B1 | 侧式站台，右侧开门 |                                               |

## 巴士换乘

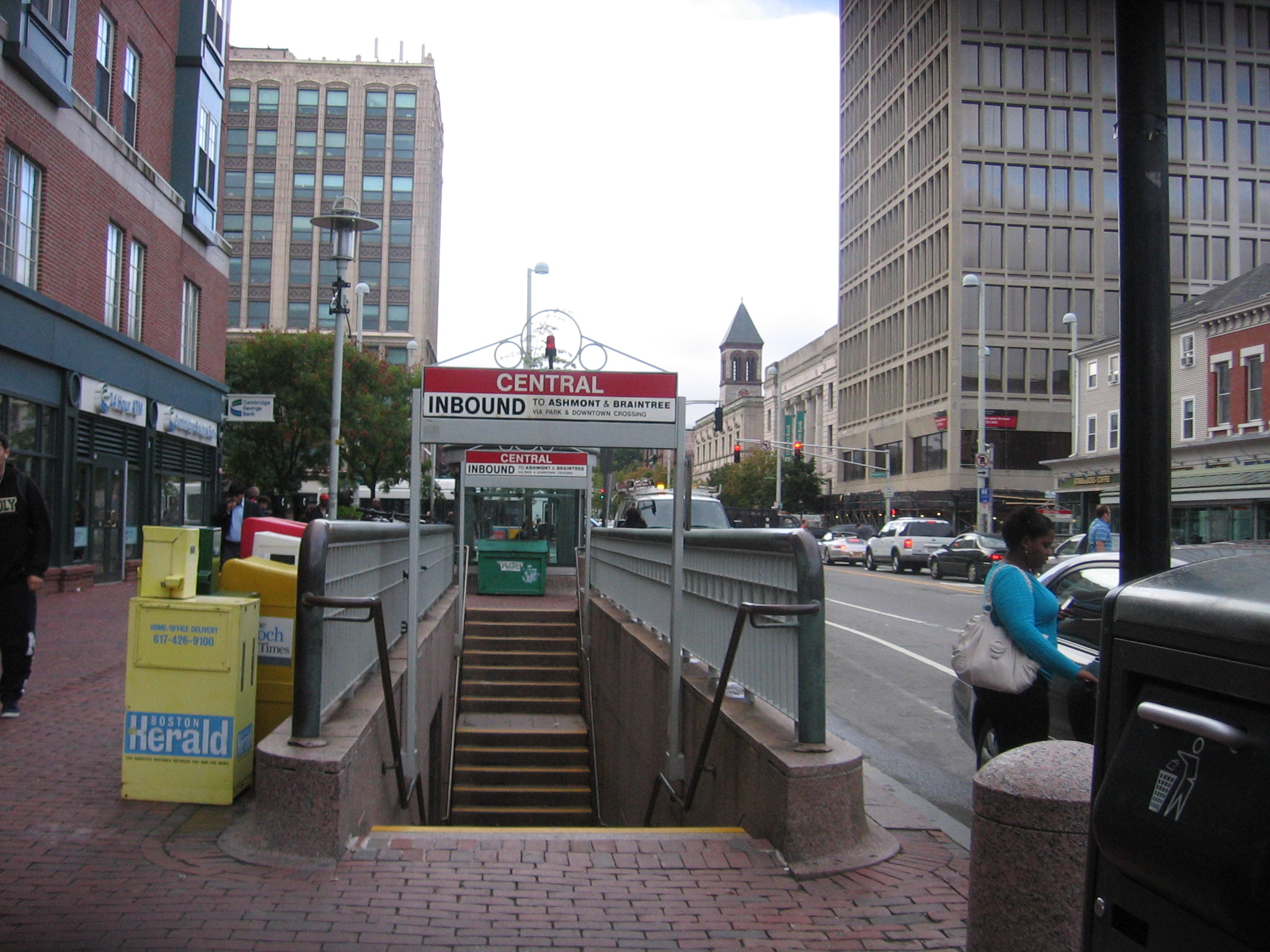
马萨诸塞大道上的入城方向站台车站入口

中央广场站是剑桥市主要的换乘站之一，一共8条公交车经停此站并开往萨莫维尔、奥尔斯顿和波士顿。
- 1（英语：List of MBTA bus routes）： 哈佛/霍利奥克大门 - 马萨诸塞大道（英语：Massachusetts Avenue (Boston)） - 达德利广场站（英语：Dudley (MBTA station)）
- 47（英语：List of MBTA bus routes）：中央广场 - 波士顿大学医疗中心（英语：Boston University Medical Center） - 长木医学区 - 达德利广场站 - 百老汇站
- 64（英语：List of MBTA bus routes）：橡树广场站（英语：Oak Square (MBTA station)） - 北比肯街 - 剑桥大学园或肯德爾／麻省理工學院站
- 70（英语：List of MBTA bus routes）： 西洋杉、市场路或沃尔瑟姆中央广场（英语：Waltham (MBTA station)） - 水城广场站（英语：Watertown Square (MBTA station)） - 军工厂街 - 西部大道 - 大学园
- 70A（英语：List of MBTA bus routes）：北沃尔瑟姆 - 水城广场站（英语：Watertown Square (MBTA station)） - 中央广场站 - 大学园
- 83（英语：List of MBTA bus routes）： 润矶大道 - 波特站 - 中央广场站
- 91（英语：List of MBTA bus routes）： 沙利文广场站 - 华盛顿街 - 中央广场站
- CT1（英语：List of MBTA bus routes）：中央广场站 - 麻省理工学院 - 波士顿大学医疗中心（英语：Boston University Medical Center）/波士顿医疗中心（英语：Boston Medical Center）